# Jean-Frédéric Edelmann
Jean-Frédéric Edelmann, německy Johann Friedrich Edelmann (5. května 1749 ve Štrasburku – 17. července 1794 v Paříži) byl francouzský alsaský cembalista, pianista a skladatel.

## Životopis
Když absolvoval protestantské gymnázium, studoval práva na univerzitě ve Štrasburku. Edelmann se usadil kolem roku 1774 v Paříži, kde nějakou dobu žil u barona de Bagge. Rychle se proslavil jako skladatel v italském stylu i jako učitel cembala a klavíru. K jeho žákům patřili Méhul a Jean-Louis Adam (otec Adolphe Adama). Byl také Gluckovým přítelem.
Po návratu do Štrasburku v roce 1789 byl Edelmann jmenován guvernérem departementu Bas-Rhin. Po různých intrikách byl on a jeho bratr Geofrey Louis zatčeni na základě falešného obvinění ze zrady a kontrarevoluční činnosti (ve skutečnosti byl Edelmann odpůrcem teroru a doplatil na Saint-Justovo nepřátelství). Před revolučním tribunálem byli odsouzeni k trestu smrti a 22. messidoru roku II (17. července 1794) gilotinováni v Paříži s dalšími dvěma občany Štrasburku a karmelitánkami z Compiègne. Bylo to pouhých jedenáct dní před  Robespierrovým pádem.

## Dílo
Kromě pěti lyrických děl včetně dvou oper a oratoria (ztraceného) a několika stran pro cembalo (včetně dvou koncertů) skládal především instrumentální hudbu včetně několika skladeb (op. 9, 14 a 15) pro cembalo, dvoje housle a violu. které lze považovat za předchůdce klavírního kvarteta.